# Делюн
Делюн (бур. Дэлюун — «селезёнка», переносно «широкий», «просторный», «обширный») — село в Сретенском районе Забайкальского края России. Входит в состав сельского поселения «Усть-Наринзорское».

## География
Село находится в западной части района, на левом берегу реки Курлыч, на расстоянии примерно 11 км (по прямой) к западу-юго-западу (WSW) от города Сретенска. Абсолютная высота — 464 м над уровнем моря.
Климат
Климат характеризуется как резко континентальный с продолжительной холодной малоснежной зимой и коротким тёплым летом. Среднегодовая температура воздуха составляет −5,3 — +3 °С. Средняя многолетняя температура самого холодного месяца (января) составляет −28 — −24 °С (абсолютный минимум — −55 °С), температура самого тёплого (июля) — 16 — 19 °С (абсолютный максимум — 40 °С). Безморозный период длится в течение 80 — 100 дней. Среднегодовое количество осадков — 350—400 мм.
Часовой пояс
Село Делюн находится в часовой зоне МСК+6. Смещение применяемого времени относительно UTC составляет +9:00.

## История
Основано в XVIII веке. В 1897 году в селе насчитывалось 33 двора и проживало 155 человек. В начале XX века действовало одноклассное училище. Согласно данным переписи 1923 года, имелось 55 домов с населением 314 человек, из которых 128 были грамотными. В 1930-х годах, в ходе коллективизации, был организован колхоз им. С. М. Буденного, позднее ставший отделением колхоза «Родина».

## Население
| 2010 | 2021 |
| ---- | ---- |
| 72   | ↘56  |

Половой состав
По данным Всероссийской переписи населения 2010 года в гендерной структуре населения мужчины составляли 44,4 %, женщины — соответственно 55,6 %.
Национальный состав
Согласно результатам переписи 2002 года, в национальной структуре населения русские составляли 100 % из 73 чел.

## Инфраструктура
В селе функционируют начальная школа, клуб, библиотека и фельдшерский пункт.

## Известные уроженцы
- Номоконов, Семён Данилович (1900—1973) — советский снайпер, старшина.